# 1526

## أحداث
- 21 أبريل - معركة باني بت: يصبح بابر سلطان مغول الهند، ويغزو شمال الهند ويستولى على دلهي، وتلك تكون بداية أغنى سلالة في العالم، سلطنة مغول الهند، والتي استمرت حتى عام 1857.
- 29 أغسطس - معركة موهاج: الجيش العثماني للسلطان سليمان القانوني هزم الجيش المجري للملك لويس الثاني، الذي قتل أثناء الانسحاب. ويدخل سليمان مدينة بودا، بينما يدخل الأرشيدوق فرديناند أمير النمسا وجون زابوليا أمير ترانسيلفانيا صراع على خلافة أراضي المجر. نتيجة للمعركة، تحقق دوبروفنيك الاستقلال، على الرغم من أنها تعترف بالسلطة التركية.
- تأسيس مدينة سان كارلوس، ريو سان خوان [الإنجليزية] وتقع حاليا في نيكاراغوا.
- 21 سبتمبر: تأسيس مدينة إسمرالداس على يد بارتولومي رويز وتقع حاليا في الإكوادور.
- اجتماع شباير الأول في الإمبراطورية الرومانية المقدسة بخصوص خلاف الديني.
- نهاية الحروب العثمانية المجرية في 1526 والتي بدأت في 1366.
- نهاية الحرب الإيطالية 1521-1526 في 1526 والتي بدأت في 1521.
- بداية حرب عصبة كونياك في 1526 والتي انتهت في 1530.
- بداية الحروب العثمانية الهابسبورغية في 1526 والتي انتهت في 1791.
- اعتنق بانجران ساموديرا ،ملك بنجرماسين، الإسلام وغير اسمه إلى السلطان سوريان شاه.

## مواليد
- تقي الدين الشامي

## وفيات
- إبراهيم لودي
- فرانسيسكو هرنانديز دي كوردوبا (مؤسس نيكارغوا)
- لويس الثاني (مجر)